# Carmichael (Trinidad y Tobago)
Carmichael es una localidad de Trinidad y Tobago, que forma parte de la región de Sangre Grande.

## Geografía
La localidad abarca parte de la isla Trinidad y limita al norte y este con Tamana, al sur con Tamana Road (localidad perteneciente a la región de Couva-Tabaquite-Talparo) y Four Roads-Tamana y al oeste con Coryal.

## Demografía
Datos demográficos de la localidad de Carmichael:
| Gráfica de evolución demográfica de Carmichael entre 2000 y 2011 |
|                                                                  |